# Panochthus
Panochthus è un genere estinto di gliptodonti (grandi mammiferi corazzati estinti imparentati con l'armadillo) vissuto nel Pleistocene  in Argentina, Brasile, Bolivia, Paraguay e Uruguay.

## Descrizione
Raggiungeva i 3 m di lunghezza e un peso di 1500 kg; il corpo era protetto da una calotta ossea semisferica costituita da centinaia di scaglie di forma arrotondata (da qui il nome P. tuberculatus); tali scaglie ricoprivano anche la parte superiore del cranio.
La coda, corta e cuneiforme, era costituita da bande ossee dotate di piccoli spuntoni utilizzati come difesa quando l'animale si sentiva minacciato.
In un campione si sono conservati gli anelli tracheali.